# Liste der Nummer-eins-Hits in Kanada (1981)
Diese Liste enthält alle Nummer-eins-Hits in Kanada im Jahr 1981. Es gab in diesem Jahr 16 Nummer-eins-Singles.
| Singles | Alben |
| --- | ----- |
| - John Lennon – (Just Like) Starting Over - 7 Wochen (20. Dezember 1980 – 6. Februar 1981) - Blondie – The Tide Is High - 4 Wochen (7. Februar – 6. März) - Styx – The Best of Times - 1 Woche (7. März – 13. März) - John Lennon – Woman - 2 Wochen (14. März – 27. März) - Kool & The Gang – Celebration - 3 Wochen (28. März – 17. April) - Dolly Parton – 9 to 5 - 2 Wochen (18. April – 1. Mai) - Sheena Easton – 9 To 5 (Morning Train) - 2 Wochen (2. Mai – 15. Mai) - Juice Newton – Angel of the Morning - 2 Wochen (16. Mai – 5. Juni) - Stars on 45 – Stars on 45 - 12 Wochen (6. Juni – 28. August) - Moody Blues – Gemini Dream - 1 Woche (29. August – 4. September) - Diesel – Sausalito Summernight - 1 Woche (5. September – 11. September) - Foreigner – Urgent - 2 Wochen (12. September – 25. September) - Diana Ross & Lionel Richie – Endless Love - 6 Wochen (26. September – 6. November) - The Police – Every Little Thing She Does Is Magic - 1 Woche (7. November – 13. November) - Jon & Vangelis – The Friends of Mr. Cairo - 5 Wochen (14. November – 18. Dezember) - Olivia Newton-John – Physical - 5 Wochen (19. Dezember 1981 – 29. Januar 1982) |       |